# جیم جفوردز
جیم جفوردز (به انگلیسی: Jim Jeffords) سناتور سابق عضو حزب جمهوری‌خواه ایالات متحده آمریکا بود. وی در سال ۱۹۸۹ تا ۲۰۰۱ و ۲۰۰۱ تا ۲۰۰۷ میلادی سناتور ایالت ورمانت در سنای ایالات متحده آمریکا بود.